# 台北市第五信用合作社
台北市第五信用合作社（簡稱台北五信、五信）是臺灣的一家信用合作社，也是台北僅存的信用合作社，總社位於臺北市大同區，服務範圍涵蓋臺北市及桃園市，迄至目前共有十三個營業單位，員工人數約230人。其前身為「台北市大龍峒信用組合」，於1918年設立。

## 歷史
1918年7月29日，鑒於台北大龍峒地區（今台北市大同區）尚無金融機構之設立，經陳培根、辜顯榮等地方人士勸募，於台北市大龍峒町三三九番地（今為大同區哈密街）成立 「台北市大龍峒信用組合」，並由陳培根擔任第一任組合長。
第二任組合長辜顯榮先生為謀求社業務擴展，遷移下奎府町二四三番地 （今民生西路總社社址），1945年日本投降，1946年易名為「台北市龍江信用組合」(但1935年台灣博覽會地圖與今日總社相應地址已可見龍江信用組合之名)，後又改組為 「有限責任台北市龍江信用合作社」，1947年依《合作社法》制定章程、並改制為「有限責任台北市第五信用合作社」，1962年復改組為「保證責任台北市第五信用合作社」。
1981年9月，為擴大服務社員，奉准將儲蓄部遷出單獨營業，1971年9月増設大同分社（大同區）。
1984年9月増設中山分社（中山區），大同分社遷移新址營業。1988年8月増設松山分社（信義區）。
1990年五月増設大安分社（大安區），1991年5月増設石牌分社（北投區），1992年9月増設南港分社（南港區），儲蓄部奉准於11月23日遷移新址擴大營業。
1993年6月28日，合作社總社遷入原址新建七層大樓，9月増設文山分社（文山區），1994年11月増設北投分社（北投區），1995年7月増設中正分社（中正區），1999年7月増設內湖分社（內湖區）。
2001年5月増設天母分社（士林區），7月儲蓄部奉准更名為吉林分社（中山區），11月中正分社奉准遷移至中正區南昌路二段。
2003年7月7日松山分社奉准遷移新址南港區中坡南路繼續營業，2005年12月19日石牌分社奉准遷移新址北投區裕民六路。
2006年4月19日奉准變更名稱為「有限責任台北市第五信用合作社」。
2013年11月15日業經主管機關核准擴大業務區域至桃園縣（今桃園市）。

## 外部連結
- （繁體中文） 台北市第五信用合作社 （页面存档备份，存于）